# Mundulea sericea
Mundulea sericea là một loài thực vật có hoa trong họ Đậu. Loài này được (Willd.) A.Chev. miêu tả khoa học đầu tiên.